# Altweiherbach (Riveris)
Der Altweiherbach ist der orografisch linke und westliche Quellfluss der Riveris in Rheinland-Pfalz, Deutschland. Er wird durch den Altweiher aufgestaut.

## Geographie
Der Bach entspringt etwa 2,4 km nordwestlich von Reinsfeld auf einer Höhe von 575 m ü. NHN. Von hier aus fließt der Bach in westliche Richtung am südlichen Fuße des Görendkopfs entlang. Nach einem Weg von 1,8 km vereinen sich auf 460 m ü. NHN Altweiherbach und Eschbach zur Riveris. 
Der Bach überwindet einen Höhenunterschied von 115 m, was einem mittleren Sohlgefälle von 63,9 ‰ entspricht. Er entwässert ein 2,532 km² großes Einzugsgebiet über Riveris, Ruwer, Mosel und Rhein zur Nordsee.